# قائمة حوادث كراهية الأجانب والعنصرية المرتبطة بجائحة فيروس كورونا
[[ملف:COVID-19 Outbreak World Map.svg|تصغير|خريطة لتفشي فيروس كورونا الجديد 2019-20: {{مؤشر لوني|#710000|منطقة المنشأ (البر الرئيسي للصين)
|330x330px]]

خريطة لتفشي فيروس كورونا الجديد 2019-20: مؤشر لوني|#710000|منطقة المنشأ (البر الرئيسي للصين)
حالات الإصابة المؤكدة
الحالات المشتبه بها والمبلغ عنها|330x330px

أدت جائحة فيروس كورونا 2019–20، التي نشأت في مدينة ووهان التابعة لمقاطعة خوبي في الصين، في منتصف ديسمبر 2019، إلى زيادة التحامل وكراهية الأجانب والعنصرية ضد الصينيين، فضلاً عن الحوادث والهجمات ضد مجموعات شرق آسيا بشكل عام في مختلف البلدان، خاصة في الدول الغربية.
كما أشارت رابطة مكافحة التشهير، ومكتب التحقيقات الفدرالي وأندرو يانغ، المرشح الديمقراطي للرئاسة الأمريكية لعام 2020، إلى أن الفيروس أدى إلى زيادة حوادث معاداة السامية.

## لمحة تاريخية
مثل متلازمة السارس التنفسية الحادة، نشأت جائحة فيروس كورونا 2019–20 في الصين حيث يشتبه تواجدها في فيروسات الخفافيش. على الرغم من أن معدل الوفيات الإجمالي غير معروف، إلا أن تقديرات معدل الوفيات تراوح بين 2 إلى ٪3، مقارنة بمعدل وفيات فيروس السارس التي كانت حوالي 9 و٪10. لكن في أكثر من شهر واحد فقط من اكتشافه، فاق عدد إجمالي الأشخاص المصابين بفيروس كورونا في ووهان عدد المصابين بوباء فيروس السارس طيلة ثمانية أشهر من تفشيه.
حدثت العديد من الحالات في سوق ووهان للمأكولات البحرية، والتي يُزعم أنها باعت لحوم حيوانات الأدغال التي تسببت في انتقال أول عدوى لفيروس كورونا المستجد من حيوان لآخر، على غرار فيروس السارس. وبالرغم من أن السبب الحقيقي لفيروس كورونا المستجد لا يزال قيد البحث، أشارت مجلة ذا لانسيت الطبية إلى أن 13 حالة معروفة من أصل 41 من حالات العدوى ليس لها صلة بالسوق وأن فترة الحضانة لدى الفيروس تستمر لمدة أسبوعين مما يرجح أن انتشاره في ووهان كان قبل تكتله في السوق.
بعد تفشي فيروس كورونا المستجد، تفاقمت وصمة العار والمشاعر المناهضة للصين خاصة بعد انتشار شريط فيديو على وسائل التواصل الاجتماعي يظهر فيه شابة صينية تستهلك وعاء يحتوي على حساء للخفافيش. تم توثيق شريط الفيديو كدليل على عادات الأكل الصينية «المثيرة للاشمئزاز»، وبالرغم من أقدمية المقطع المسجل لأكثر من ثلاث سنوات في بالاو شرق الفلبين، وهي دولة في جزر المحيط الهادئ حيث يعتبر حساء الخفافيش طعاما شهيا هناك.

## العنصرية حسب الدول

### أسيا

#### هونغ كونغ
- رفض مطعم المعكرونة الياباني تينو رامين في منطقة هونغ هوم، خدمة زبائن صينيين في البر الرئيسي. حيث صرح المطعم على فايسبوك، «"نريد أن نعيش لفترة أطول. نريد حماية العملاء المحليين. نحن آسفون"».[15] مثال آخر هو سلسلة كوانغ وينغ كيترنغ، وهي سلسلة مطاعم داعمة لاحتجاجات هونغ كونغ 2019–20، والتي أعلنت على فيسبوك في 28 يناير 2020 أنها لن تقدم الطعام سوى للعملاء الناطقين بالإنجليزية أو الكانتونية دون ناطقي لغة الماندرين لأن الحكومة لم تنفذ إغلاق الحدود ضد البر الرئيسي الصيني. لكن لغة ماندرين هي أيضًا اللغة الشائعة في تايوان، لذا تم تحديث منشور فيسبوك بعد ذلك بيوم لتوضيح أنهم يرحبون بالعملاء التايوانيين.[16][17][18]

#### اليابان
- تصدر الهاشتاج ChineseDon'tComeToJapan# موقع التواصل الاجتماعي تويتر في اليابان.[19][20]
- تم تسجيل نادل في مطعم في مدينة إيتو اليابانية في شبه جزيرة إزو جنوب طوكيو، وهو يصرخ على سائحة قائلا «"الصينيون! خارجا!"» فغادرت السيدة الصينية المستهدفة المطعم على الفور.[21]
- وضع متجر للحلويات في هاكوني، محافظة كاناغاوا، لافتة تقول «"لا يسمح بدخول الصينيين!"» مما حرض مستخدمي الإنترنت الصينيين على مقاطعة المتجر.[22]

#### ماليزيا
- تم إنشاء عريضة في ماليزيا تدعو إلى حظر المواطنين الصينيين من دخول البلاد، زُعم فيها أن «الفيروس الجديد منتشر في جميع أنحاء العالم بسبب نمط حياتهم غير الصحي».[23] تم توقيع العريضة من قبل ما يقرب من 250 000 شخص في أسبوع واحد.[24]

#### اندونيسيا
- نظم بعض الأندونيسيين مظاهرة خارج فندق في مدينة بوكيتنغي، عبروا من خلالها عن رفضهم زيارة السياح القادمين من جنوب الصين خوفا من تفشي فيروس كورونا. كما طالب المتظاهرون بعزل السياح في المطار، وأظهروا عدم لثقتهم في أدوات الفحص في المطارات. انتهت المظاهرات بعد أن ضمنت الشرطة بقاء السياح في الفندق حتى اليوم التالي، حيث غادروا المدينة.[25][26]
- في راناي عاصمة أرخبيل جزيرة ناتونا، احتج مئات السكان على اختيار الجزيرة كحجر صحي للإندونيسيين العائدين من ووهان.[27]
- في بيان صحفي، ذكرت سفارة اليابان في إندونيسيا أن حوادث التمييز والمضايقات ضد الشعب الياباني قد ازدادت في خضمّ هذا الوباء، وأعلنت أنها أنشَأت مركز مساعدة لدعم المقيمين اليابانيين في التعامل مع هذه الحوادث. بشكل عام، وردت تقارير عن انتشار التمييز والمضايقات ضد اليابان في البلاد في الفنادق والمتاجر والمطاعم وخدمات سيارات الأجرة ورفض المزيد من العملاء اليابانيين وحُظر العديد من اليابانيين من الاجتماعات والمؤتمرات. تلقت سفارة اليابان أيضًا ما لا يقل عن 12 تقريرًا عن المضايقات التي يتعرض لها الشعب الياباني في غضون أيام قليلة.

#### الفيتنام
- رصدت لافتات تشير إلى عدم قبول العملاء الصينيين أمام متجر في جزر فو كوك ومطعم في مدينة دا نانغ.[28]

#### الهند
- قال الإمام الهندي المسلم إلياس شرف الدين في خطاب صوتي له بأن "وباء فيروس كورونا الحالي هو بمثابة عقاب من الله ضد الصين بسبب إساءة معاملتها لمسلمي الأويغور". كما قال "إن الصينيين هددوا المسلمين وحاولوا تدمير حياة 20 مليون مسلم. لقد دمروا مساجدهم وكتابهم المقدس وأجبروهم على شرب الخمر. لقد اعتقدوا أنه لا يمكن لأحد أن يتحداهم، لكن الله الأقوى عاقبهم". مضيفا "أن الرومان والفرس والروس الذين كانوا متعجرفين ومعارضين للإسلام "قد دمروا جميعًا من الله".[29]
- أفادت التقارير أن الطلاب من منطقة شمال شرق الهند التي تتشارك الحدود مع منطقة التبت، والذين يدرسون في المدن الهندية الكبرى، تعرضوا لمضايقات تتعلق بتفشي فيروس كورونا. على سبيل المثال، تقدم طلاب من شمال شرق الهند في كلية كيروري مال، دلهي، بشكوى إلى سلطات الكلية بشأن المضايقات التي يتعرضون لها من قِبل طلاب آخرين. ادعى ثمانية طلاب أيضًا من شمال شرق الهند في معهد تاتا للعلوم الاجتماعية في مومباي أنهم تعرضوا للعنصرية والمضايقات.[30][31]
- صرّح رئيس الوحدة الوطنية من حزب بهاراتيا جاناتا في البنغال الغربية - ديليب غوش - إن الصينيين قد دمروا الطبيعة و«لهذا السبب انتقم الله منهم». وأدانت القنصلية الصينية في كولكاتا هذه التصريحات فيما بعد، واصفةً إياها بأنها «خاطئة».[32]

#### الفلبين
- حذرت مختلف المجموعات الفلبينية المناصرة للصينيين من أن العنصرية ضد المجتمع الصيني قد ارتفعت بعد اندلاع المرض.[33] فيما أدان اتحاد غرف التجارة والصناعة الفلبينية الصينية، والنقابة التجارية للكونجرس في الفلبين الدعاية المعادية للصين التي لها صلات بالفيروس.[33]
- تلقت جامعة أدامسون، وهي مدرسة كاثوليكية بارزة في مانيلا، ردود أفعال واسعة على وسائل التواصل الاجتماعي بعد أن أمرت جميع طلابها الصينيين بعزل أنفسهم في الحجر الصحي بعد تفشي فيروس كورونا المستجد 2019–20.[34]
- وجه الرئيس رودريغو دوتيرتي مناشدات إلى الشعب لإيقاف التمييز ضد أي شخص من أصل صيني.[35]

#### فيتنام
ذكرت صحيفة «آسيا تايمز» أن «عددا من الفنادق ودور الضيافة الفيتنامية قد علقت على أبوابها لافتات تقول إن الضيوف الصينيين غير مرحب بهم. في حين راح العديد من الفيتناميين بالمطالبة عبر الإنترنت بإغلاق جميع المعابر الحدودية مع الصين». ظهرت لافتات تشير إلى أن العملاء الصينيين غير مقبولين أمام متجر في فو كوك ومطعم في دا نانغ.

#### سنغافورة
- قدم سنغافوري عريضة عبر الإنترنت يحث من خلالها الحكومة السنغافورية على حظر الرعايا الصينيين والمسافرين الصينيين مؤقتًا من دخول الدولة. تم التوقيع على العريضة من قبل 125000 سنغافوري.[38][39]
- أمرت وزارة الداخلية بالتحقيق مع مدرس إسلامي يدعى عبد الحليم عبد الكريم بعد إعلانه على فيسبوك أن الوباء "عقاب من الله" ضد الصينيين لمعاملتهم القمعية للمسلمين الأويغور في شينجيانغ". وفي منشور آخر، كتب كريم "إن الصينيين لا يغتسلون بشكل صحيح بعد التغوط وليسوا نظيفين مثل المسلمين، مما تسبب في تفشي الفيروس. في المقابل وصف وزير الشؤون الداخلية والقانون ك. شانموغام، التعليقات بأنها "غبية" و"كراهية ضد للأجانب" و"عنصرية للغاية" و"غير مقبولة على الإطلاق لأي شخص، ناهيك عن شخص من المفترض أن يكون معلمًا دينيًا".[40] فيما صرح مجلس سنغافورة الإسلامي أنه كان على دراية بالمنشور الذي "يعبر عن آراء لا تمثل الجالية المسلمة" وأنه يحقق في الأمر".[41] ورداً على ذلك، صرح السيد عبد الحليم بأن منشوره على الفايسبوك المكتوب باللغة الملاوية لم يكن عنصريًا ولم يستهدف "أي عرق معين".[42]

#### كوريا الجنوبية
- علق مطعم جنوب كوري في يقع وسط مدينة سول على مدخل بابه لافتة تحتوي على علامة بالأحرف الصينية الحمراء التي تقول «"لا يسمح بالصينيين"».[43]
- بحسب مصادر إخبارية قيل إن أكثر من نصف مليون مواطن كوري جنوبي قد وقعوا على عريضة حثت الحكومة على منع السياح الصينيين من دخول البلاد.[44]

#### كازاخستان
- في فبراير 2020، اندلع صراع بين الكازاخستانيين والمسلمين الصينيين. وفقا لصحيفة The Diplomat، «في الساعات التي تلت المشادات، ظهرت أخبار زائفة على وسائل التواصل الاجتماعي، حول انتشار الوباء مما أذى إلى اشعال الفتنة في أجزاء أخرى من البلاد».[45][46]

#### فلسطين
- في 1 مارس 2020، هتفت أم فلسطينية مع ابنتها «كورونا، كورونا» إلى امرأتين يابانيتين كانتا في رام الله للقيام بمهمة مساعدة غير حكومية. هاجمت الأم وشدّت شعر إحدى المرأتين اليابانيتين التي حاولت تسجيل الحادثة. ألقي القبض على المرأة الفلسطينية في وقت لاحق من ذلك اليوم. دعت محافظة رام الله ليلى غنام المرأتين اليابانيتين لشكرهما على جهود الإغاثة التي بذلتاها، وقدم أيضًا أحد كبار ضباط الشرطة الزهور خلال زيارة لمكتب المنظمة غير الحكومية.[47][48][49]

#### لبنان
- في 5 مايو 2020، أصدرت المديرية العامة للأمن العام اللبناني تعميمًا إلى طيران الشرق الأوسط النقل الجوي الوطني اللبناني بتعديل المقصود باللبنانيين العائدين إلى عائلة اللبناني (زوج، زوجة، أولاد) من دون السماح بمرافقة الخدم، والأشخاص من التابعية الفلسطينية اللاجئة في لبنان.[50][51]

#### المملكة العربية السعودية
- انتشرت صور العامل المهاجر من جنوب آسيا على الإنترنت كالنار في الهشيم تظهره مرتديًا زي معقم لليد البشرية وقناع وجه لشركة أرامكو السعودية، ما أثار سخطًا عالميًا، واستشهد به كمثال آخر على «عنصرية فيروس كورونا». اعتذرت الشركة فيما بعد عن الحادث.[52][53][54]

#### سريلانكا
- أفيد بأن مجموعة من السياح السنغافوريين قد مُنعوا من تسلق المعلم السياحي إيلا روك السياحي بسبب مظهرهم.[55]

#### تايلاند
- عرض مطعم في مدينة تشيانغ مي لافتة مكتوب عليها «نعتذر عن قبول عملاء صينيين. شكرًا لكم» إثر مغادرة إحدى العملاء المطعم لدى ملاحظته مجموعة من الصينيين بالداخل. وطلبت الشرطة إزالة اللافتة، لكنها اقترحت إعادة كتابتها باللغة الصينية على أنها «لقد نفذنا من الطعام». وشوهدت لافتة مماثلة خارج مطعم في شاطئ آوسين في بوكيت.[56]
- نشر فنان الغرافيتي هيدإيك ستينسل «أيها الصيني! رجاءً عدْ إلى بلدك آكل القاذورات. إن حكومتنا في حاجة إلى أموالك للحفاظ على قوتها، لكنكم غير مرحب بكم بيننا حاليًا #notwelcometothailand #backtourchinklandpls»[57]

### أوروبا

#### روسيا
في مدينتي موسكو ويكاترينبورغ، استُهدف المواطنون الصينيون من قِبل حملات فرض الحجر الصحي، فضلًا عن مداهمات الشرطة التي أدينت باعتبارها تنميطًا عنصريًا.
في بلاغوفيشتشينسك، منع فندق واحد على الأقل المواطنين الصينيين من حجز الغرف، وشهدت أيضًا الأسواق التي يديرها أشخاص من أصل صيني انخفاضًا في مبيعاتها.
وفقًا لاستطلاع أجرته شركة إيبسوس موري، فإن 37% من المستجيبين الروس اختاروا تجنب الأشخاص من أصل صيني، وهي أعلى نسبة بين البلدان الثمانية التي شملها الاستطلاع.

#### فرنسا
- في 26 يناير 2020، نشرت صحيفة Le Courrier Picard الفرنسية غلى صفحتها الأولى صورة لامرأة آسيوية ترتدي قناعًا تحت عنوان «الإنذار الأصفر».[61] كما حملت الصحيفة مقالًا افتتاحيًا بعنوان «خطر أصفر جديد».[62] تمت إدانة المنشور من قبل الآسيويين الفرنسيين الذين أطلقوا هاشتاج JeNeSuisPasUnVirus# (والتي تعني «أنا لست فيروسًا»).[63]
- صرح العديد من الفرنسيين من أصول فيتنامية بأنهم كانوا هدفا للمضايقة حيث ذكرت طالبة فرنسية فيتنامية اسمها هيلويس أن المضايقات العنصرية ضدها وضد شعوب شرق آسيا كانت موجودة من قبل وكانت أكثر حدة منذ انتشار وباء فيروس كورونا في ووهان. كما أضافت أن الناس كانوا يصرخون في وجهها بأوصاف مثل «سوشي» و«نيم» و«مانغا» و«لا تكن قريبًا من هذه الفتاة الفيتنامية إذا كنت لا تريد أن تمرض!» مما يضطرها للهرب.[64]
- أفاد سكان كوريا الجنوبية أيضا زيادة العداء تجاههم.[65][66]
- أبلغ بعض المواطنين اليابانيين عن زيادة في الحوادث المناهضة لليابان، مثل السخرية في الشوارع وحرمانهم من خدمة سيارات الأجرة.[67][68][69]
- تلقت ممثلة يابانية تعمل لصالح الشركة الفرنسية لويس فويتون عددًا من التعليقات المتعلقة بفيروس كورون في صفحة انستغرام الخاصة بالشركة، والتي قامت الشركة بحذفها.[70]

#### المجر
- سجلت الشركات المملوكة للصين انخفاضًا كبيرًا في المبيعات، بما في ذلك الشركات في سوق يوجافاروش الذي يغلب عليه الطابع الآسيوي في بودابست، وعزا المالكون ذلك إلى فيروس كورونا. وقد فضّلت بعض الشركات الإشارة إلى العملاء المحتملين بأنهم من بلد آسيوي آخر.[71][72]

#### إيطاليا
- ذكرت صحيفة لا ريبوبليكا أن روبرتو جولياني مدير أكاديمية سانتا تشيشيليا الوطنية العريقة في روما، قد أوقف دورات جميع "الطلاب الأسيويين (وهم الكوريين والصينيين واليابانيين) بسبب الوباء، فيما يبقى الكوريون أكبر المجموعات المتأثرة على الرغم من أن معظم الطلاب من الجيل الثاني من المهاجرين.[73][74]
- وفقًا لصحيفة واشنطن بوست، فقد تعرض الناس على وجه الخصوص من كوريا الجنوبية والصين إلى زيادة الاستهزاء والتمييز.[2]
- كانت الأعمدة الموجودة حول نافورة تريفي تحمل لافتة ترفض دخول الصينيين.[75]

تعرض العشرات من المتاجر الصينية للتخريب في المدن الشمالية مثل كومو وبريشا وفاريزي. وقد أبلغ العديد من المتاجر الصينية عن انحدار في الأعمال التجارية.
أبلغ أفراد صينيون وفلبينيون عن اعتداءات (بعضها كانت خطيرة كفايةً لإلزامهم دخول المستشفى)، ومضايقات والامتناع عن تقديم الخدمات لهم. طلب بعض المسؤولين الحكوميين من الطلاب من أصل آسيوي البقاء في منازلهم.
في 24 فبراير 2020، مُنع رجل صيني من دخول محطة وقود في كاسولا في فيسنزا، فينيتو وقيل له «أنت مصاب بفيروس كورونا، لا يمكنك الدخول!» وفي تلك اللحظة كسر شخص ما زجاجة على رأسه ما تسبب بإصابات بليغة. وفي اليوم نفسه، تعرض متقاعد فلبيني مسن للهجوم واللكم في سوبر ماركت في بلدة ماريانو كومنسي، في كومو، لومباردي. وشوهد المغني والشخصية التلفزيونية فرانشيسكو فاكينيتي متدخلًا ومدافعًا عن الضحية.
قدم حاكم إقليم فينيتو، لوكا زايا، اعتذارًا بعد زعمه أن الصينيين يأكلون الفئران الحية.
في 8 مارس 2020، استُهدف مطعم ياباني في ريفولى، تورينو، في بيدمونت بحريق متعمد من قبل مجموعة من المراهقين الذين سخروا من المالكين، واصفينهم بحاملي الوباء.

#### بلجيكا
وردت تقارير من قبل الآسيويين عن تزايد العنصرية تجاههم في بلجيكا.
نُعِتت امرأة باسم «كورونا» وهُدِدت، وبُصِق عليها من قِبل خمسة شبّان في مدينة شيربيك.
في مارس 2020، نُشِرت صورة فوتوغرافية على صفحة الفيسبوك والإنستغرام الرسمية لمدرسة سانت-بولس الثانوية في حرم كلية فاخيهم مظهرةً الطلاب مرتدين أزياء صينية وحاملين لافتة تقول «وقت الكورونا». ارتدى أحد الطلاب قفازات من اللاتكس وكمّامة طبية في إشارة إلى تفشي المرض، بينما قام طالب آخر بمطّ عينيه في إيماءة عنصرية للصينيين. أُزيلت الصورة بعد ردود الفعل العنيفة على الإنترنت. أصدرت المدرسة بيانًا مدّعيةً أن فريق المدرسة وطلاب الصف الأخير لم يكن لديهم نية أن يكونوا غير متعاطفين أو مسيئين.
في بروكسل، لكم رجل يبلغ من العمر 22 سنة رجلًا آسيويًا يبلغ من العمر 24 سنة واتهمه بأنه «سبب» فيروس كورونا في بلجيكا.

#### ألمانيا
- أقرت السفارة الصينية في برلين بزيادة في القضايا العدوانية ضد مواطنيها منذ الإعلان عن الوباء.[86]
- في 1 فبراير 2020، قيل إن مواطنًا صينيًا يبلغ من العمر 23 عامًا في برلين تلقى إهانات عنصرية ثم تعرض للضرب على أيدي مهاجمين مجهولين في حادثة صنفتها الشرطة على أنها «كراهية ضد الأجانب».[87] صرح ألماني مقيم من أصل آسيوي: «مع وباء فيروس كورونا الذي حدث مؤخرًا، أصبحت (العنصرية ضد الأشخاص من أصل آسيوي) أسوأ ... نحن محاصرون أساسًا بين السخرية وتلقي الاشمئزاز».[88]
- نشرت مجلة دير شبيغل الأسبوعية غلافًا مثيرًا للجدل[89] اعتبره البعض أنه يلوم الصين على الوباء ويغذي الكراهية ضد الأجانب.[90][91]

#### إسرائيل
صدرت تعليمات لأكثر من 1000 سائح من كوريا الجنوبية بتجنب الأماكن العامة والبقاء معزولين في فنادقهم. وأعلن الجيش الإسرائيلي عن اعتزامه عزل نحو 200 مواطن كوري جنوبي في قاعدة عسكرية. رفضت الفنادق العديد من الكوريين الجنوبيين المتبقين وأُجبروا على إمضاء ليالٍ عدة في مطار بن غوريون. نشرت صحيفة إسرائيلية بعد ذلك شكوى كورية مفادها أن «إسرائيل تعامل السياح [الكوريين وغيرهم من الآسيويين] كفيروس كورونا». صرّح خبير الصحة العامة الدكتور هاغاي ليفين بأن السياسيين الإسرائيليين لربما يبالغون بهدف التأثير على الناخبين.
في 14 مارس 2020، تعرض رجل هندي من جماعة بني منشيه للهجوم والضرب من قبل عدة أفراد مجهولين في طبريا وصموه بأنه «صيني» و«كورونا». عولج الرجل في مركز باروخ باديه الطبي في طبريا.

#### نيوزيلندا
- لاحظ النائب ريموند هو أن هناك حوادث عنف عنصرية ضد المجتمع الصيني في البلاد. حيث تم التوقيع على عريضة على الإنترنت لمنع الصينيين من دخول البلاد من قبل أكثر من 18 000 شخص.[98]
- في كانتربيري، أُرسلت رسالة بريد إلكتروني إلى والد طالب من أصل صيني، قيل فيها «لا يريد أطفالنا أن يكونوا في نفس الفصل مع ناشري فيروسك المقرف».[99]

#### كرواتيا
في 15 فبراير 2020، خلال مباراة الدوري الكرواتي لكرة الطاولة والتي جرت في دوبروفنيك بين الفريق المحلي ليبرتاس مارينكولورا والفريق الضيف «إس تي كيه ستار» القادم من فاراجدين، نُشر عدد من التعليقات المهينة متضمنةً فيروس كورونا على صفحة ليبرتاس مارينكولورا الرسمية على فيسبوك تجاه لاعب كرواتي من أصل صيني، وهو تان رويفو من فريق «إس تي كيه ستار». شمل ذلك تعليقًا من مدرب ليبرتاس مارينكولورا -ماركو هابيجانيك- أصدر فيه تعليمات إلى أحد لاعبيه (الذي كان يواجه تان في المباراة التالية) «اهزم ذلك الفيروس». حُذِفت التعليقات في وقت لاحق. وفي نهاية المطاف أصدر فريق ليبرتاس مارينكولورا اعتذارًا مستنكرًا الحادثة.

#### بريطانيا
- شهدت الشركات الصينية في المملكة المتحدة، بما في ذلك قطاع الطلبات الخارجية الصيني والشركات في الحي الصيني في لندن، انخفاضًا كبيرًا في عملائها في أعقاب وباء فيروس كورونا مقارنة بالمبيعات المرتفعة المعتادة المرتبطة باحتفالات السنة الصينية الجديدة، بسبب الخوف من تفشي فيروس كورونا من خلال الممارسات الغذائية أو الغير الصحية.[102][103]
- في لندن، تعرض طالب من جامعة رويال هولواي للاعتداء اللفظي من قبل ركاب القطار في محطة كلافام جانكشن، في حين تم الإبلاغ عن حادث مماثل من قبل الركاب في مترو أنفاق لندن.[103] بشكل عام، كانت هناك زيادة واسعة النطاق في المشاعر المعادية للصين في جميع أشكال وسائل النقل العام.[104]
- في 30 يناير 2020، تعرض طالب دراسات عليا يمشي بمفرده مرتديا قناعا طبيا، للإهانة والدفع من طرف ثلاثة أشخاص.[105]
- قام لاعب فريق توتنهام هوتسبير ديلي ألي بنشر مقطع فيديو على منصة سناب شات وهو مرتد قناعًا للوجه يبدو فيه أنه يسخر من رجل آسيوي يجلس بالقرب منه في دبي حول تفشي فيروس كورونا. لكنه اعتذر بعد ذلك وحذف الفيديو.[106]
- في لندن، تعرض مستشار ضرائب من أصول تايلندية يبلغ من العمر 24 عامًا للإهانة والسرقة والاعتداء في وضح النهار خلال هجوم عنصري دون تلقي مساعدة من المارة.[107]

وفي سوليهل، قيل أن امرأة من أصل صيني نُعتت بأنها «صينية قذرة»، وقيل لها «خذي فيروس الكورونا الملعون خاصتك إلى المنزل!». وتعرضت امرأة من أصل هندي حاولت التدخل للضرب ثم أُدخلت المستشفى فيما بعد.
في 2 مارس 2020، تعرض طالب صيني سنغافوري يدرس في جامعة لندن للضرب عندما تجاوز مجموعة من الشباب الذين هتفوا له «لا أريد أن يكون فيروس الكورونا خاصتك في بلدي» في شارع أكسفورد بلندن. وقد أصيب بكسور في وجهه وكدمات على عينه. تقوم شرطة العاصمة في لندن بالتحقيق في هذا الاعتداء. اعتُقِل اثنان من المراهقين المتورطين بالحادثة.
تم التخلي عن أمينة فنون كمساعدة لمعرض الفن الفيتنامي المعاصر في معرض الفن ذو الأسعار المعقولة. وأوضح الوكيل المسؤول عن المعرض في رسالة إلكترونية أنه لم يعد بإمكانها المشاركة لأن «الآسيويين يُعتبرون حاملين للفيروس» وأن وجود مسؤول فيتنامي «سيخلق للأسف ترددًا من جانب الجمهور لدخول مساحة المعرض»
تعرضت ممرضة من أصل فلبيني تابعة لهيئة الخدمات الصحية الوطنية للاعتداء والإساءة العرقية من قبل زوجين على متن قطار أثناء ذهابها للعمل في مناوبتها الليلية في أحد المستشفيات.

#### فنلندا
أفاد الآسيويون في فنلندا عن وقوع حالات تمييز أثارها تفشي فيروس كورونا في الصين. صرّح العديد من الأشخاص ذوي أصول صينية وفيتنامية ويابانية لإذاعة «أوليسراديو» بشعورهم أنهم قد تعرضوا لمعاملة عنصرية منذ انتشار الأنباء عن الفيروس. في 23 فبراير، أفادت صحيفة هلسنكي تايمز بأن مطعمًا صينيًا واحدًا على الأقل في هلسنكي قد شهد تراجعًا في الحجوزات منذ بداية تفشي فيروس كورونا. أفاد أحد المتاجر الكبرى في الصين عن هبوط حاد في عدد الأشخاص القادمين إلى المتجر لكن مع تنامي المبيعات على شبكة الإنترنت، إذ اختار العملاء تسليم السلع إلى مساكنهم.

#### هولندا
- ذكرت صحيفة نوس الهولندية أن العديد من منشورات صفحاتها الخاصة على فايسبوك والإنستغرام التي تتمحور على فيروس كورونا، كانت تقابل بالعديد من «التعليقات العنصرية أو التمييز أو المعاداة للصين». فيما نشر الهولندي من أصول صينية Hanwe على حسابه الخاص على إنستغرام أن الفيروس «ليس عذراً ليكون الشخص عنصريًا» بعد أن تلقى العديد من ردود الفعل «الإيجابية والسلبية» من قبيل «يجب عليكم جميعًا المغادرة، أو الموت جميعا» أو«إنه خطأك لأكل الفئران».[115]

في 6 فبراير 2020، قدم منسق الأغاني ليكس خارتوس أغنيته في الكرنفال «الوقاية خير من الصينيين» (بالهولندية: Voorkomen is beter dan Chinezen) مستخدمًا كلمة «Chinezen» في إشارة إلى كل من الشعب الصيني والطعام الصيني) على محطة الإذاعة الوطنية راديو 10 باسم شخصيته البديلة «تون» متضمنةً الكلمات التالية «لا يمكن أن نحوي الفيروس في بلدنا، كل ذلك بسبب هؤلاء الصينيين الكريهين» و«لا تأكل الطعام الصيني». بعد صدور العديد من الشكاوى ضد محطة راديو 10 وخارتوس من قِبل الجالية الصينية في هولندا بالدرجة الأولى، قدمت كل من المحطة والفنان اعتذارات رسمية، مع تصريح خارتوس أن الأغنية كان المقصود منها أن تكون تهكمية لكنها حادت عن مسارها.
في 8 فبراير 2020، اكتشفت مجموعة من الطلاب الصينيين القاطنين في مهجع الطلبة في جامعة فاهينغين أن أرضيتهم قد تعرضت للتخريب. وشملت الأضرار تمزيق العلم الصيني من باب أحد الطلاب، وتلطيخ إحدى المصاعد بالبراز والبول، وتشويه الجدران بالشتائم باللغة الإنجليزية مثل «موتوا أيها الصينيون» و«كورونا الصيني». حققت الشرطة الهولندية في الحادث، ولكن لم يجرِ التعرف على أي مشتبه به.
في 10 فبراير 2020، ركل شابان يقودان دراجة سكوتر رجلًا هولنديًا من أصل صيني يبلغ من العمر 65 عامًا ليوقعاه من على دراجته الهوائية. صوّر أحد الجناة الحادث ونشره كقصة على حساب سنابشات الخاص به. ثم قال منتقصًا من شأن الانتقادات «لا تقلقوا يا رفاق، لقد كان مجرد رجل صيني». لم يكن بوسعه غير تسليم نفسه إلى الشرطة بعد أن أصبح هدفًا لحرّاس الإنترنت على نطاق واسع.
في 11 فبراير 2020، على متن رحلة الخطوط الجوية الملكية الهولندية من أمستردام إلى سول، وضع المضيفون لافتة باللغة الكورية تثني الركاب عن استخدام إحدى الحمامات على متن الطائرة زُعم أنها حُجزت لطاقم الطائرة خشية فيروس كورونا على ما يبدو. صرّح متحدث باسم شركة الطيران اعتذارًا حينئذٍ «إننا نأسف أسفًا عميقًا لتلقي ما حدث كتمييز لم يكن في نية الطاقم على الإطلاق» وأنها ليست سياسة الشركة حجز حمامات محددة لطاقم الطائرة. أبلغ العديد من الكوريين والهولنديين من أصل كوري عن فيض من الحوادث المعادية لكوريا، من تخريب منازلهم إلى الاعتداءات العنيفة والمضايقات، وأشار أكثر من 150 من المستجيبين الكوريين في استطلاع على الإنترنت إلى أنهم تعرضوا لحادثة رهاب للأجانب.
وفي مساء 22 فبراير 2020، اعتدت مجموعة من الطلاب على طالبة هولندية من أصل صيني تبلغ من العمر 24 عامًا في مهجع في تيلبورخ، ما أسفر عن إصابتها بارتجاج دماغي وطعنات سكين، وجاء ذلك بعد أن طلبت منهم التوقف عن غناء أغنية الكرنفال لخارتوس.
حذرت المدرسة اليابانية في أمستردام الآباء من أن يجلبوا أطفالهم إلى الملاعب والأماكن الأخرى التي يرتادها الأطفال المحليون وسط موجة من حوادث التنمّر العنيفة التي تستهدف الأطفال اليابانيين.

#### أوكرانيا
في 20 فبراير 2020، قوبل 45 أوكرانيًا و 27 مواطنًا أجنبيًا جرى إجلاؤهم من ووهان إلى نوفي سانجاري حيث استُقبلوا بإشعال حرائق غوغائية وقُذِفوا بالحجارة.

### الأمريكيتان

#### الولايات المتحدة
- في رسم توضيحي أجرته ونشرته مجلة الخدمات الصحية في جامعة كاليفورنيا في بركلي، حول ردود الفعل الشائعة لوباء فيروس كورونا المستجد ذكرت الدراسة أن «كراهية الأجانب: مخاوف من التفاعل مع مواطني آسيا والشعور بالذنب تجاه هذه المشاعر» هو أمر طبيعي.[126]
- شوهد صبي يبلغ من العمر ثماني سنوات من أصل مختلط في متجر كاستكو في ولاية إساكوه بواشنطن، وهو يضع قناعا طبيا، فطلب منه العامل «الذهاب لأنه يمكن أن يكون من الصين».[127][128]
- توصلت امرأة أمريكية من أصل فيتنامي بمئات التعليقات على فيديو تيك توك الخاص بها حول استهلاك طبق الفو من قبيل «أين الخفافيش في طبق الحساء هذا»؛ «من الواضح أنه عصر فيروس كورونا».[129]
- ذكر أحد الرجال أن الصفات العنصرية كانت شائعة على تويتر.[130]
- تعرضت امرأة من أصول آسيوية في مترو الأنفاق في نيويورك للاعتداء اللفظي من قبل رجل يصرخ حول فيروس كورونا. فيما تم الاعتداء على شخص آخر في حادثة أخرى أمام الكاميرا.[75]
- واجه الحي الصيني في هيوستن بتكساس انخفاضًا في أعداد العملاء بعد أن نشر بعض الأشخاص شائعات مغرضة عن تفشي الوباء على الإنترنت.[131]

في 10 مارس 2020، واجهت امرأة كورية في مدينة نيويورك شخصًا يصرخ في الشارع قائلًا: «أين هو قناع كورونا خاصتك، أيتها الآسيوية اللعينة؟» ولكمَ المرأة خالعًا فكها. في وقت لاحق من الأسبوع، في حي فورست هيلز في كوينز في مدينة نيويورك، تعرض رجل آسيوي يسير مع ابنه البالغ من العمر 10 سنوات لمضايقات من قبل شخص صارخًا «أين هي كمامتك بحق الجحيم؟ أيها الصيني اللعين» قبل أن يتلقى ضربةً على الرأس.
في مترو أنفاق نيويورك، تعرضت امرأة ترتدي كمامة طبية للكم والركل من قبل رجل نعتها بـ «المريضة». تبع ذلك العديد من المضايقات الأخرى بالآسيويين في مترو أنفاق نيويورك، بما في ذلك شخص شوهد يرش رجلًا آسيويًا بمادة مجهولة؛ وحادثة أخرى لرجل يزعج زوجين آسيويين يرتديان الكمامات حتى اصطحُبا لمكان آمن؛ وأخرى واجه رجل فيها امرأةً قائلًا: «أنتِ صينية، لماذا أحضرتِ كورونا إلى أمريكا؟».
في محطة مترو أنفاق فيلادلفيا التابعة لهيئة سيبتا، حوصِر زوجان آسيويان وهوجما من قِبل مجموعة أشخاص. شملت المضايقات والهجمات على الآسيويين مراسلًا لصحيفة فيلادلفيا انكوايرر الذي تعرض لمضايقات شفوية عدة مرات.
واجه الحي الصيني في هيوستن انخفاضًا في عدد الزبائن بعد أن نشر الناس زورًا وخبثًا إشاعات عبر إنترنت عن تفشي فيروس كورونا. وفقدت المطاعم في الحي الصيني في بوسطن زبائنها بسبب انتشار المخاوف من فيروس كورونا. أشارت حكومة مدينة نيويورك إلى تقرير قدّر انخفاض المبيعات بنسبة 40% للشركات الصينية في حي فلاشينغ، كوينز، في حين أشارت تقارير أخرى إلى أن الانخفاض يتراوح بين 30 و 80%.
في لوس أنجلوس، التقطت امرأة تايلاندية أمريكية على نفق لوس أنجلوس تسجيلًا لرجل يصرخ عبارات عنصرية وشتائم تخص فيروس كورونا. في 13 فبراير 2020، تحدثت سلطات لوس أنجلوس عن عدد من حوادث التنمر والاعتداءات على الجالية الآسيوية الأمريكية، من بينهم تلميذ متوسط تعرض للضرب وأُدخِل المستشفى. وهوجم صبي في السادسة عشرة من عمره في وادي سان فيرناندو من قبل متنمرين في مدرسته الثانوية اتهموه بالإصابة بفيروس كورونا لأنه أمريكي من أصل آسيوي. صرّح روبن توما رئيس لجنة مقاطعة لوس أنجلوس للعلاقات الإنسانية، «يمكن للعديد الافتراض سريعًا أنّه لمجرد كون أحد ما آسيويًا أو صينيًا فهو بطريقة ما مرجح أكثر لأن يكون حاملًا للفيروس. ويتعين علينا أن نقف ضد هذا الأمر عند رؤيته. علينا أن نرفع صوتنا لا أن نبقى متفرجين بل دعاة حق». تتضمن أشكال المضايقات الأخرى في لوس أنجلوس توزيع نشرات منظمة الصحة العالمية المزيفة التي تنصح الناس بتجنب المطاعم الآسيوية الأمريكية.
في مدينة ألهامبرا، وهي مدينة آسيوية-أمريكية في معظمها، جرى تعميم عريضة تدعو المدارس للإغلاق بسبب مخاطر فيروس كورونا ووُقِّعت من قبل أكثر من 14 000 شخص.
طُرد اثنان من شعب همونغ من فندقين في ولاية إنديانا لأنهما تركا انطباعًا لدى موظفي الفندق بأنهما يحملان الفيروس.
وقع 40 000 شخص على عريضة لطرد طالبين من مدرسة بولسا غراندي الثانوية بعد أن شوهدا في شرائط فيديو يتنمران على الطلبة الأمريكيّين الفيتناميين. رد موظف شؤون الإعلام في تجمع غاردن غروف للمدارس الموحدة قائلًا إن الطلاب سيواجهون «إجراءات تأديبية وفقًا لقانون التعليم في كاليفورنيا».
تحدث المرشح الرئاسي السابق أندرو يانغ عن تزايد العنصرية المعادية للآسيويين فيما يتعلق بفيروس كورونا. تحدث أيضًا العديد من المشرعين في مؤتمر صحفي، بما في ذلك العديد من أعضاء الكونغرس، مستنكرين رهاب الأجانب المرتبط بفيروس كورونا، مصرحين أن الشركات الآسيوية الأمريكية في مختلف أنحاء البلاد، من محلات البقالة إلى صالونات الأظافر والمطاعم، اضطرت إلى الوقوع في أزمات مالية بسبب انخفاض عدد العملاء.
في بروكلين، نيويورك، نُشر منشور على مواقع التواصل الاجتماعي من مكتب عضو جمعية ولاية نيويورك ماثيلد فرونتس حاثًا المواطنين على تجنب الأعمال التجارية الصينية. واعتذر فرونتس عن المنشور، ملقيًا باللوم على أحد مساعدي المكتب العاملين بدوام جزئي الذي شارك سلسلة من الرسائل الإلكترونية؛ وقد فُصل الموظف وأُمر باقي الموظفين بإنجاز برنامج تدريب التوعية الثقافية. أدى اعتذار عضو الجمعية إلى تحريض عضو في مجلس مجتمع بروكلين 13 لينشر تبجحًا مناهضًا للأجانب والصينيين على وسائل التواصل الاجتماعي معربًا عن استيائه من اضطرار عضو الجمعية إلى تقديم اعتذار. وقد تم إنذار عضو مجلس المجتمع من قبل رئيس بروكلين بورو، إيريك آدامز، بأن إعادة تعيينه في مجلس المجتمع لن يجرِ تجديدها.

#### كندا
- لاحظ موقع BlogTO في تورنتو أن وصمة العار المرتبطة بالأطعمة الصينية توازي ما حدث خلال وباء السارس عام 2003. حيث تم نشر تعليقات عنصرية على موقع إنستغرام حول مطعم صيني جديد، مما حث الناس على تجنبه لأنه حسب المنشورات «قد يكون هناك قطع من الخفافيش أو أي شيء مما يأكلونه».[14] علق مستخدموا إنستغرام كذلك على صورة لمطعم صيني، في تورونتو، بتعليقات مثل «من فضلك لا تأكل الخفافيش! هكذا بدأ فيروس كورونا في الصين!» وغيرها.[1]
- صرح فرانك يي، طالب في كلية مونك للشؤون الدولية والسياسة العامة بجامعة تورنتو، لإذاعة سي بي سي]] أن أصدقائه الكنديين من أصول آسيوية قد رأوا أشخاصاً يغطون أفواههم عند رؤيتهم أو يمشون في الشارع هربا منهم. كما طلب رجل من والدته، وهي ممرضة في مستشفى تورنتو، ارتداء قناع لأن هناك «الكثير من الصينيين هنا» حسبه.[151]
- قام بيتر أكمان، المراسل الذي كان يعمل مع قناة سي تي في الكندية، بتغريد تضمنت صورة لحلاق آسيوي يرتدي قناعا طبيا قائلا: «آمل أن يكون كل ما حصلت عليه اليوم هو قصة شعر».[152] فتم طرده بعد الإبلاغ عن التغريدة.[153]
- تم إطلاق عريضة عبر الإنترنت تحث المدارس على حظر الطلاب الصينيين. وقد أدان مجلس يمثل 208 مدرسة في تورونتو الالتماس، مصرحين بأنه يحرض على العنصرية والتحيز.[154]
- أدان رئيس الوزراء الكندي جاستين ترودو العنصرية ضد الكنديين الصينيين في مهرجان رأس السنة القمرية الجديد في تورنتو.[155]
- في 5 فبراير 2020، ظهر عنوان الصفحة الأولى من صحيفة The Province، وهي صحيفة في كولومبيا البريطانية، «الحالة الثانية للفيروس في الصين في كولومبيا البريطانية». طالب القنصل الصيني العام في فانكوفر تونغ شياو لينغ باعتذار من المقاطعة، مصرحا بأنه المكتوب «تمييز وغير مهني». في 8 فبراير، يرر هارولد مونرو، محرر المجلة بأن تعبير «فيروس الصين» كان وسيلة لتحديد موقع أصل الفيروس، وليس التمييز ضده.[156]

#### الأرجنتين
في 26 فبراير 2020، سُجِّل وقوع حادثة شجار في لابلاتا بين شخص صيني صاحب متجر تجاري وعامل توصيلات أرجنتيني. بدأ الشجار لأن عامل التوصيل قال مازحًا «ماذا تفعل؟ أيها الفيروس كورونا؟» ساخرًا من الشعب الصيني ومن إصابتهم بفيروس كورونا. انتهى الأمر بإصابة الرجلين واضطرَّت الشرطة إلى التدخل فيما بعد.

### أوقيانوسيا

#### أستراليا
- في 26 يناير 2020، عنونت أكثر صحيفتان شعبيتان في أستراليا مقالاتها بعناوين استفزازية ضد الصينيين. حيث عنونت صحيفة هيرالد صن مقالها الرئيسي بعنوان "Chinese virus pandamonium"، وهي عبارة عن خطأ إملائي لكلمة "pandemonium" (مقر الشيطان) وتلميح إلى الباندا الأصلية في الصين، في حين عنونت صحيفة ديلي تلجراف مقالها بعنوان «أطفال الصين يبقون في المنزل». نتج عن ذلك عريضة وقعها أكثر 51 000 شخصا يطالبون الصحيفتين بالاعتذار.[158][159]
- في أحد متاجر ولورث التجارية المتمركز في ميناء هيدلاند في غرب أستراليا، أبلغ أحد الأشخاص عن حادث قام فيه أحد الموظفين بمنع ورفض دخول العملاء الآسيويين، مدعيا أن ذلك كان لمنع انتشار الفيروس. فيما قدم أحد شهود العيان شكوى أكدها المتجر مصرحين أن الموظف ارتكب خطأ واعتذر وأنهم يقومون بإجراء تحقيق كامل في الحادث.[160][161]
- طلبت مدرسة رافينزوود للبنات وهي مدرسة خاصة في شمال سيدني من طالبة جنوب كورية مغادرة مهجعها - رغم أنها لم تكن متجهة إلى الصين منذ زيارة شنغهاي في أكتوبر 2019 وبالرغم من تبرئتها طبياً حين وصولها إلى المدرسة.[162] وبالمثل، تعرضت طالبة صينية-ماليزية في بيرث إلى نفس الموقف بعد أن تم إخلاؤها من السكن المشترك خلال عودتها إلى أستراليا بعد زيارة قضتها في بلدها الأصلي احتفالا بالعام القمري الجديد.[163]
- كان هناك عدد متزايد من التقارير التي تعرض فيها مواطنون أستراليون من أصل صيني وأستراليون من أصل آسيوي للإهانات الجنسية والعنصرية، بالإضافة إلى اقتراحات في وسائل التواصل الاجتماعي تطالب بقتل العرق الصيني و«حرق» الصين لوقف الوباء.[164][165]
- شهدت المطاعم والمؤسسات الصينية في سيدني وملبورن انخفاضًا كبيرًا في الأعمال التجارية، حيث انخفضت التجارة بنسبة تزيد عن ٪70.[166]
- في 28 يناير 2020، انهار رجل وتوفي إثر توقف قلبه خارج مطعم في الحي الصيني في سيدني. تُظهر مقاطع الفيديو غير المؤكدة والتي انتشرت على نطاق واسع على وسائل التواصل الاجتماعي إلى أن المتفرجين رفضوا إجراء الإنعاش القلبي الرئوي خوفًا فيروس كورونا.[167]
- وفقًا لاستطلاع الآراء الذي أجرته شركة إيبسوس موري على شبكة الإنترنت، فإن 23% من المستجيبين الأستراليين اختاروا تجنب الأشخاص من أصل صيني مستقبلًا لحماية أنفسهم من فيروس كورونا.[168]

#### نيوزيلندا
ذكر عمدة أوكلاند فيل غوف أنه «مشمئز» بسبب التقارير التي تفيد بأن أشخاصًا من أصل آسيوي يُستهدفون بشكل عنصري في أحواض السباحة ووسائل النقل العام والمطاعم.

### إفريقيا

#### مصر
وفقًا لما ورد عن سفارة اليابان في القاهرة، فإن موظفي المتاجر كانوا مترددين في خدمة الزبائن اليابانيين، وأصبح «كورونا» أيضًا بمثابة إهانة جديدة للإساءة للشعب الياباني في الشارع.
في 10 مارس 2020، اعتُقِل سائق سيارة أوبر العمومية بعد انتشار فيديو على نطاق واسع يظهر السائق وهو يقوم بطرد راكبه الصيني بالقوة على طريق سريع في حي المعادي بالقاهرة لاشتباهه بإصابته بالفيروس. وفي الفيديو، يُسمع صوت في الفيديو وهو يصرخ مازحًا «أول حالة كورونا في مصر!» ونفس الصوت بعدئذٍ يخبر السائق «الله يساندكم يا حج! ارمِه خارجًا!». أثار الحادث غضب المصريين بعد تحميل الفيديو. زار بعض المصريين الرجل الصيني في فندقه وأعربوا عن اعتذارهم له عن الحادث الذي استُنكِر على نطاق واسع في وسائل الإعلام بوصفه فعل من أفعال التنمر والعنصرية.

## الجهود العامة لمكافحة رهاب الأجانب والعنصرية أثناء تفشي فيروس كورونا
في 30 يناير عام 2020، أصدرت لجنة الطوارئ التابعة لمنظمة الصحة العالمية بيانًا تنصح فيه جميع البلدان بأن تضع في اعتبارها «مبادئ المادة 3 من اللوائح الصحية العالمية» -والتي تعتبر حسب منظمة الصحة العالمية إجراءات احترازية من «الأعمال التي تعزز الوصمة أو التعصب»- عند اتخاذ تدابير وطنية استجابة لتفشي المرض.
في 14 مارس، طالبت أكثر من 200 مجموعة من جماعات الحقوق المدنية في الولايات المتحدة مجلس النواب وقيادة مجلس الشيوخ علنًا بإدانة تزايد حجم العنصرية المعادية للآسيويين المتعلقة بهذا الوباء واتخاذ «خطوات ملموسة لمواجهة الهستيريا» حول فيروس كورونا، مقترحةً سن قرار مشترك يدين العنصرية ورهاب الأجانب كأحد الحلول.
ردًا على تفشي الفيروس في إيطاليا الذي تسبب بإغلاق المجتمع الصيني لأعمالهم بسبب هجمات عنصرية، قام الرئيس سيرجيو ماتاريلا في 6 فبراير 2020 بزيارة مفاجئة إلى مدرسة ابتدائية في روما نحو نصف تلاميذها من أصل صيني لإظهار الدعم والتضامن، قائلًا: «الصداقة والسلام جوهريان، أنتم تعرفون ذلك».
بُدئ تعميم عريضة بعنوان (نحن لسنا فيروسات!) (بالهولندية: We zijn geen virussen!) في 8 فبراير في هولندا احتجاجًا على العنصرية ضد الصينيين الهولنديين وغيرهم من المنحدرين من أصل آسيوي، والتي حصلت على أكثر من 13600 توقيع في يومها الأول ووقع عليها أكثر من 57600 مرة في نهاية الشهر.
في 27 فبراير 2020، دعت المفوضة السامية لحقوق الإنسان ميشال باشليت إلى التضامن مع السكان من أصل آسيوي الخاضعين لهذا التمييز.
أدان رئيس الوزراء جاستن ترودو العنصرية ضد الكنديين الصينيين أثناء حضوره مهرجان رأس السنة القمرية في تورنتو. وعلى نحو مماثل، أدان جون توري، عمدة تورنتو، رهاب الأجانب تجاه الكنديين الصينيين في أواخر يناير2020 وسطَ تقارير عن تزايد وصمة العار التي تواجه ذلك المجتمع.